# Віхола душ
Віхола душ (латис. Dvēseļu putenis) — латвійська історична драма, знята 2019 року режисером Дзінтарсом Дрейбергсом. Прем'єра відбулась 8 листопада 2019 року в Латвії та 20 лютого 2020 року в Європі на Берлінському кінофестивалі. Фільм є адаптацією одноіменного роману Александрса Ґрінса, який був написаний під час його служби латиським стрільцем на Першій світовій війні.
Протягом перших п'яти тижнів стрічку переглянули більше 200 000 людей, що зробило її найбільш переглядуваною стрічкою в історії Латвії після відновлення незалежності.

## Сюжет
Після того як молодий шістнадцятирічний хлопець Артурс втрачає свою матір та дім, він вирішує приєднатись до складу національних батальйонів Російської імператорської армії в надії отримати славу. Воює на полях Першої світової війни, де втрачає батька та брата, і швидко зневірюється. Зрештою, Артурс повертається до новоствореної батьківщини Латвії, щоб почати життя спочатку.

## Нагороди і номінації
| Рік  | Нагорода                                 | Категорія                                                          | Результат |
| ---- | ---------------------------------------- | ------------------------------------------------------------------ | --------- |
| 2020 | Міжнародна премія в галузі кінематографу | Найкраща кінематографія (Валдіс Целмінш)                           | Номінація |
| 2020 | Великий Кристап                          | Найкращий фільм                                                    | Перемога  |
| 2020 | Великий Кристап                          | Найкращий режисер (Дзінтарс Дрейбергс)                             | Перемога  |
| 2020 | Великий Кристап                          | Найкраща операторська робота (Валдіс Целміньш)                     | Перемога  |
| 2020 | Великий Кристап                          | Найкращий грим (Дзінтра Біюбена)                                   | Перемога  |
| 2020 | Великий Кристап                          | Найкращий музичний супровід (Лоліта Рітманіс)                      | Перемога  |
| 2020 | Великий Кристап                          | Найкращий монтаж (Гатіс Белогрудовс)                               | Перемога  |
| 2020 | Великий Кристап                          | Найкращий актор (Ото Брантевич)                                    | Номінація |
| 2020 | Великий Кристап                          | Найкращий сценарій (Борис Фрумін, Дзінтарс Дрейбергс)              | Номінація |
| 2020 | Великий Кристап                          | Найкращий продакшн (Юріс Жуковскіс)                                | Номінація |
| 2020 | Великий Кристап                          | Найкращий звук (Александарс Вайцеховскіс)                          | Номінація |
| 2020 | Шанхайський міжнародний кінофестиваль    | Вибір глядачів за фільм (Дзінтарс Дрейбергс)                       | Номінація |
| 2020 | Талліннський кінофестиваль «Темні ночі»  | Найкращий балтійський фільм (Дзінтарс Дрейбергс)                   | Номінація |
| 2021 | Hollywood Music in Media Awards          | Визначна оцінка у незалежному іншомовному фільмі (Лоліта Рітманіс) | Перемога  |
| 2021 | Товариство композиторів і поетів         | Визначна оцінка за незалежний фільм (Лоліта Рітманіс)              | Перемога  |

## Цікаві факти
В камео знявся колишній міністр оборони Латвії Раймондс Берґманіс, а поточний міністр Артіс Пабрікс — в масовці.